# Martin Nörl
Martin Nörl (ur. 12 sierpnia 1993 w Landshut) – niemiecki snowboardzista, specjalizujący się w snowcrossie.
Po raz pierwszy na arenie międzynarodowej pojawił się 6 stycznia 2009 roku w Obermaiselstein, gdzie w zawodach krajowych zajął 43. miejsce. W tym samym roku zdobył srebrny medal podczas olimpijskiego festiwalu młodzieży Europy w Szczyrku. Na rozgrywanych dwa lata później mistrzostwach świata juniorów w Valmalenco był piąty. W zawodach Pucharu Świata zadebiutował 10 stycznia 2010 roku w Bad Gastein, zajmując 66. miejsce. Pierwsze pucharowe punkty wywalczył 18 marca 2011 roku w Valmalenco, zajmując 27. pozycję. Na podium zawodów tego cyklu po raz pierwszy stanął 21 grudnia 2018 roku w Cervinii, odnosząc zwycięstwo. W zawodach tych wyprzedził Włocha Omara Visintina i Austriaka Hanno Douschana.
Na rozgrywanych w 2018 roku igrzyskach olimpijskich w Pjongczangu był ósmy. Był też między innymi piąty podczas mistrzostw świata w Idre Fjäll trzy lata później.

## Osiągnięcia

### Igrzyska olimpijskie
| Miejsce | Dzień     | Rok  | Miejscowość | Konkurencja | Zwycięzca       |
| ------- | --------- | ---- | ----------- | ----------- | --------------- |
| 8.      | 15 lutego | 2018 | Pjongczang  | Snowcross   | Pierre Vaultier |

### Mistrzostwa świata
| Miejsce | Dzień       | Rok  | Miejscowość   | Konkurencja         | Zwycięzca         |
| ------- | ----------- | ---- | ------------- | ------------------- | ----------------- |
| 38.     | 16 stycznia | 2015 | Kreischberg   | Snowboardcross      | Luca Matteotti    |
| 24.     | 12 marca    | 2017 | Sierra Nevada | Snowcross           | Pierre Vaultier   |
| 12.     | 13 marca    | 2017 | Sierra Nevada | Snowcross drużynowy | Stany Zjednoczone |
| 28.     | 1 lutego    | 2019 | Solitude      | Snowcross           | Mick Dierdorff    |
| 5.      | 11 lutego   | 2021 | Idre Fjäll    | Snowcross           | Lucas Eguibar     |
| 2.      | 1 marca     | 2023 | Bakuriani     | Snowcross           | Jakob Dusek       |

### Puchar Świata

#### Miejsca w klasyfikacji generalnej snowcrossu
- sezon 2009/2010: 82.
- sezon 2010/2011: 58.
- sezon 2011/2012: 88.
- sezon 2012/2013: 66.
- sezon 2013/2014: 66.
- sezon 2014/2015: 10.
- sezon 2015/2016: 28.
- sezon 2016/2017: 33.
- sezon 2017/2018: 12.
- sezon 2018/2019: 3.
- sezon 2019/2020: 15.
- sezon 2020/2021: 11.
- sezon 2021/2022:

#### Miejsca na podium w zawodach
1. Cervinia – 21 grudnia 2018 (snowcross) - 1. miejsce
2. Cervinia – 22 grudnia 2018 (snowcross) - 3. miejsce
3. Krasnojarsk – 8 stycznia 2022 (snowcross) - 1. miejsce
4. Krasnojarsk – 9 stycznia 2022 (snowcross) - 1. miejsce